# Javanaria gracilipes
Genre
Espèce
Javanaria gracilipes, unique représentant du genre Javanaria, est une espèce d'araignées aranéomorphes de la famille des Linyphiidae.

## Distribution
Cette espèce est endémique de Java en Indonésie. Elle se rencontre vers Cibodas.

## Description
Le mâle holotype mesure 2,20 mm.

## Publication originale
- Tanasevitch, 2020 : On linyphiid spiders from Java, Indonesia, with the description of three new genera and four new species (Araneae: Linyphiidae). Revue suisse de Zoologie, vol. 127, no 1, p. 63-74.